# Расторгуевская площадь
Расторгуевская площадь Екатеринбурга (также известная как Нижняя яма) занимала территорию перед современным входом в Центральный парк культуры и отдыха им. Маяковского по улице Расторгуевской (современной улицы Ткачей). Название площади было дано по заимке купцов Расторгуевых. Застраивалась частными одноэтажными домами. На Расторгуевской площади предпочитали селиться ямщики, а также люди, занимающиеся извозом. На территории площади стоял большой пожарный бак. В настоящее время не существует: на её территории оборудовано трамвайное кольцо.